# Bamboe-annalen
De Bamboe-annalen (Zhushu Jinian) vormen een Chinees historisch werk uit de derde eeuw v.Chr. Het boek beschrijft op annalistische wijze (biannianti) de geschiedenis van Jin en het uit Jin voortgekomen Wei. Jin was een van de vele staten waarin China gedurende de Oostelijke Zhou-dynastie was verdeeld. De naam Bamboe-annalen is afgeleid van de bamboelatjes waarop het werk is geschreven. De beschreven periode loopt vanaf de mythische heerschappij van de Gele Keizer (Huangdi) tot en met het jaar 299 v.Chr., het twintigste en laatste regeringsjaar van koning Xiang van Wei. De Bamboe-annalen vormen daarmee, samen met de Shiji en de Zuozhuan de belangrijkste bronnen voor de traditionele beschrijving van de oudste Chinese geschiedenis.

## Vondst
Het werk is in 296 v.Chr. begraven in het graf van koning Xiang van Wei en kwam pas rond 279 of 281 na Chr. tevoorschijn. Toen werd een grafrover (toepasselijk genaamd Bu Zhun, 不准, dat wil zeggen 'geen toestemming') opgepakt nadat hij het graf had geplunderd. Omdat de bamboelatjes losgeraakt waren probeerde men ze weer in de oorspronkelijke volgorde te leggen. Dit bleek een moeilijke opgave, omdat de grafrover latjes als toorts had gebruikt, maar vooral omdat door het afwijkende schrift veel van de gebruikte karakters niet meer werden begrepen. Voor zover bekend is de eerste poging tot reconstructie gedaan door Shu Xi (束皙), een geleerde uit de Jin-dynastie.

## Twee versies
Het origineel is verloren geraakt. Op dit moment bestaan er twee versies van de Bamboe-annalen:
- De herstelde oude versie is begin 20e eeuw door Zhu Youzeng (朱右曾) en Wang Guowei (王国维, 1877-1927) gereconstrueerd uit citaten van het werk zoals die voorkwamen in historische werken uit de periode van de Zes Dynastieën en de Song-dynastie.
- De nieuwe versie is een complete versie die echter stamt uit de Song-tijd. Dit werk werd na 1912 beschouwd als een vervalsing, maar gold tot 1912 in de Chinese historiografie als authentiek.

## Authenticiteit
Begin jaren 1980 verschenen twee tegenovergestelde visies over de authenticiteit van de annalen. De Amerikaanse sinoloog David N. Keightley (1932-2017) volgde de historiografische visie die sinds 1912 gangbaar was. De 'nieuwe tekst-versie' was niet meer dan een vervalsing uit de periode na de Song-dynastie. Ook de herstelde oude tekst-versie had geen betekenis voor de studie van de chronologie van de Shang- en vroege Zhou-periodes. Zelfs een precieze reconstructie van de tekst, zoals die in het graf van koning Xiang van Wei was gelegd, kon geen beschrijving zijn van het verloop van de geschiedenis van Shang en Vroege Zhou. Het ging slechts om een beschrijving van de gangbare visie op die geschiedenis uit de derde eeuw v.Chr., vijfhonderd jaar na afloop van de betreffende periode. Daarentegen stelde een andere Amerikaanse sinoloog, David S. Nivison (1923-2014) dat de originele tekst uit het graf een betrouwbare chronologie vormde voor de Shang en vooral de Vroege Zhou-tijd. Verder vormde de 'nieuwe tekst-versie' een juiste afspiegeling van de originele annalen, die alle gegevens bevatte om een chronologie van de Shang en Westelijke Zhou te reconstrueren. De gegevens van de 'nieuwe versie' waren volgens hem echter acht maal bewerkt, zes maal voordat de tekst in het graf werd gelegd en twee maal na de opgraving. Door deze bewerkingen weer ongedaan te maken zou de originele tekst weer zichtbaar worden. Verder ging hij uit van de hypothese dat de telling van het aantal regeringsjaren per koning niet begon na de dood van de vorige koning, maar pas in het jaar volgend op de drie-jaarlijkse rouwperiode.

## Vertalingen
Van de 'oude tekst' zijn geen vertalingen in westerse talen, wel van de 'nieuwe tekst' versie. Nog steeds de beste vertaling is die van James Legge:
- (en)  'Prolegomena' in: Legge, James, The Chinese Classics with a Translation, Critical and Exegetical Notes, Prolegomena, and Copious Indexes. Vol. 3, The Shoo-king, or, The Book of Historical Documents, Londen (Henry Frowde) [1865], pp. 105–188. Vertaald uit het Chinees door Leiqi = James Legge, inclusief het door Shen Yueh (441-513) toegevoegde commentaar. 
  - De oorspronkelijke vertaling is toegankelijk gemaakt bij Google Books, klik hier voor de volledige tekst, p. 105-188.
  - Een verbeterde vertaling, maar nog steeds gebaseerd op die van Legge is: Nivison, David S., The Riddle of the Bamboo Annals, 2009, hoofdstuk 8, pp. 123–176, ('The Strip Text of the Bamboo Annals. Huang Di to Jin Wu Gong'). Deze vertaling loopt slechts tot 679 v.Chr.

Een oudere vertaling:
- (fr)  Biot, Édouard, 'Tchou-chou-ki-nien, Les Annales de bambou. Tablettes chronologiques du Livre écrit sur bambou', in: Journal asiatique, 12 (1841) pp. 537–578 en 13 (1842), pp. 381–431. Klik hier voor de tekst. Het door Shen Yue toegevoegde commentaar werd door Biot niet meevertaald.